# 信长之野望·霸王传
《信长之野望·霸王传》是一款由光荣公司制作和发行的历史类战略游戏。本游戏是信长之野望系列第5作。本游戏最初于1992年12月在家用电脑PC-98发行。游戏后移植至多个平台，包括超级任天堂、Mega Drive和3DO等。
日本全国共有60多个小国，玩家的目的是需要達成其一條件（包括佔領整个国家、獲得官職正一位（征夷大將軍）或與所有其他勢力聯盟）才可以天下統一結束遊戲。